# EB Garamond

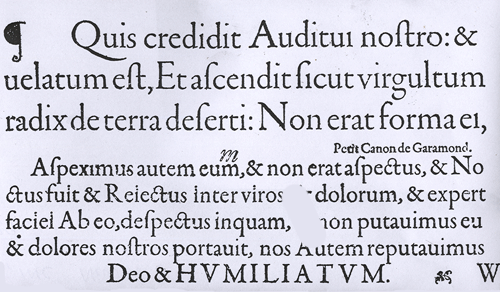
Une partie de l’exemplaire Egenolff-Berner imprimé en 1592 montrant les coupes originales de Garamont et Granjon (le deuxième type, mal étiqueté comme "Petit Canon de Garamond")

EB Garamond est une implémentation libre et open source de la police de caractères Antiqua Garamond de Claude Garamont et des caractères italiques, grecs et cyrilliques correspondants conçus par Robert Granjon. Son nom est le raccourcissement de Egenolff- Berner Garamond qui fait référence au fait que les formes des lettres sont tirées de l’exemplaire Egenolff-Berner imprimé en 1592.

## Historique de mise en œuvre

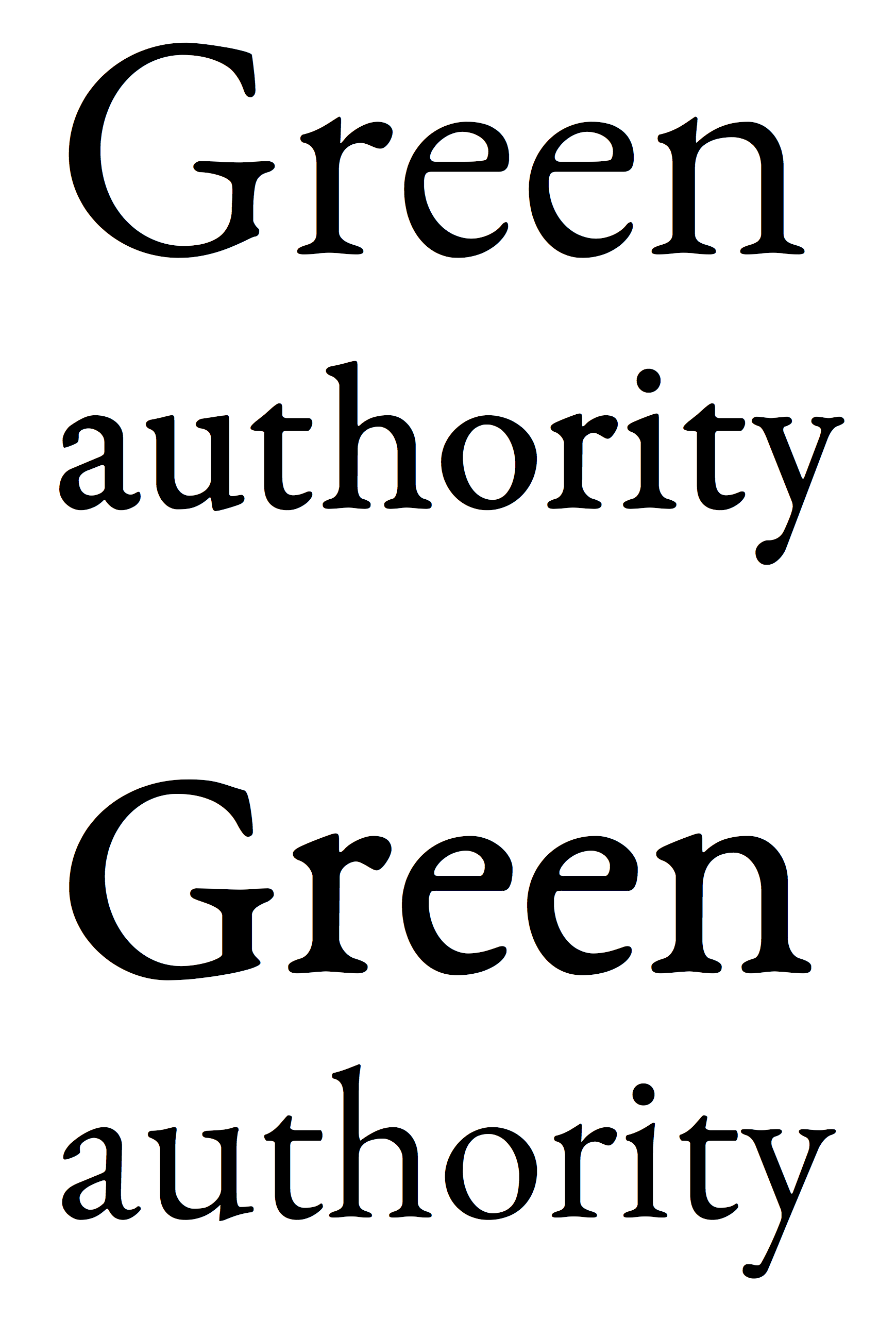
Illustration de la bonne (exemple du haut) et de la mauvaise (exemple du bas) utilisation des tailles optiques.

En 2011, le designer autrichien Georg Mayr-Duffner a publié l'EB Garamond sous Open Font License. Mayr-Duffner a pris les lettres à partir d'un scan d'un exemplaire connu sous le nom de « exemplaire de Berner » qui a été imprimé en 1592 par Conrad Berner, gendre de Christian Egenolff et son successeur à l'imprimerie Egenolff. Il montre les polices romaines de Garamont et italiques de Granjon sous différentes tailles. Les caractères grecs sont également inspirés de l'œuvre de Robert Granjon. De plus, la police inclut des fonctionnalités OpenType telles que les majuscules italiques et les variantes de manuels scolaires. 
L'intention de Duffner était d'inclure plusieurs tailles optiques. À partir de 2014, son implémentation incluait des polices basées sur les formes à 8 et 12 points du spécimen de 1592, mais il manquait les polices en gras. Comme Georg Mayr-Duffner n'a pas pu compléter les poids en gras pour des raisons personnelles, Google a chargé le typographe espagnol Octavio Pardo de poursuivre le projet. Depuis 2018, la mise en œuvre de Pardo comprend 5 graisses (Regular, Medium, Semi-Bold, Bold et Extra-Bold), à la fois en style normal et en italique.

### Détails techniques
Mayr-Duffner a implémenté l'EB Garamond à l'origine dans FontForge en utilisant le format SFDIR et UFO. Octavio Pardo est passé à l'éditeur de polices propriétaire Glyphs qui prend en charge plusieurs polices principales. L'implémentation de Pardo est donc basée sur deux maîtres, Regular et Bold. Les autres poids sont générés à partir des maîtres. Les formes des lettres et le crénage du Regular  de Pardo sont identiques à ceux du EB Garamond 12 de Mayr-Duffner. La source des polices est dessinée avec des courbes de Bézier cubiques, donc la version OTF (style CFF) des polices compilées doit être préférée à la version TTF, car TTF nécessite des courbes de Bézier quadratiques qui doivent être générées par conversion avec perte lors de la compilation à partir des fichiers sources.

### EBGaramond-Maths
EBGaramond-Maths est un progiciel pour LaTeX qui fournit une version d'EB Garamond 12 pour les mathématiques. Son mainteneur est Clea F. Rees.

### Garamond-Math
Garamond-Math est un fichier de polices OpenType supplémentaire pour la famille EB Garamond contenant des symboles pour les mathématiques. Le fichier est fourni par Yuansheng Zhao.

## Fonctionnalités OpenType

Illustration du Q à queue courte par rapport au Q à longue queue. Le Q à longue queue fait partie de l'ensemble stylistique n°6.

Depuis 2018, EB Garamond inclut les fonctionnalités OpenType suivantes :
| aalt | Accéder à tous les suppléants    | lnum   | Chiffres de doublure              | ss02 | Ensemble stylistique n°2 |
| c2pc | Petites capitales de capitales   | marque | Positionnement des marques        | ss03 | Ensemble stylistique n°3 |
| c2sc | Petites capitales de capitales   | mkmk   | Positionnement de marque à marque | ss04 | Ensemble stylistique n°4 |
| case | Formulaires sensibles à la casse | onum   | Chiffres à l'ancienne             | ss05 | Ensemble stylistique n°5 |
| dlig | Ligatures discrétionnaires       | ordn   | Ordinaux                          | ss06 | Ensemble stylistique n°6 |
| frac | Fractions                        | pcap   | Petites capitales                 | ss07 | Ensemble stylistique n°7 |
| hist | Formes historiques               | pnum   | Chiffres proportionnels           | subs | Indice                   |
| hlig | Ligatures historiques            | péché  | Scientifiques inférieurs          | sups | exposant                 |
| kern | Crénage                          | smcp   | Petites capitales                 | swsh | Swash                    |
| liga | Ligatures standards              | ss01   | Ensemble stylistique n°1          | tnum | Chiffres tabulaires      |

La liste des fonctionnalités et des informations supplémentaires peuvent être obtenues par des outils comme otfinfo (par exemple otfinfo -f `kpsewhich EBGaramond-Regular.otf` ) ou FontDrop!.

## Accueil
L'éminent typographe Erik Spiekermann a décrit l'EB Garamond comme « l'une des meilleures polices open source ».

## Disponibilité
- L'implémentation de Georg Mayr-Duffner sans les caractères gras est disponible à partir de son référentiel GitHub[8].  Il est toujours possible de générer des fichiers de polices à partir de ce référentiel en utilisant OpenBSD ou Linux[9].
- La nouvelle version d'Octavio Pardo peut être téléchargée sous forme de fichiers OTF et TTF à partir de son référentiel[10].
- La version de Pardo est également disponible pour l'intégration via Google Fonts et Adobe Fonts.

### Latex

#### En tant que police LaTeX classique
EB Garamond est également distribué via les miroirs CTAN en tant que package de polices LaTeX. Par conséquent, il peut être facilement appliqué aux documents basés sur LaTeX en ajoutant \usepackage{ebgaramond} au préambule du document. Malheureusement, le système de polices LaTeX classique ne peut pas utiliser tous les caractères et fonctionnalités OpenType offerts par EB Garamond, mais cela peut être résolu en utilisant le sous-système smartfont XeTeX.

#### Grâce à XeTeX
De nos jours, LaTeX prend en charge les trois technologies smartfont OpenType, AAT et Graphite directement via XeTeX, qui doit être activé dans son éditeur LaTeX. En utilisant l'éditeur LyX, cela peut être fait en cochant une case sous LyX > Document > Settings > […] use XeTeX . Cela signifie ajouter \use_non_tex_fonts true à l'en-tête des fichiers de document .lyx. Ensuite, toutes les polices OpenType, AAT et Graphite installées localement sur votre système d'exploitation peuvent être utilisées directement.

Afin d'accéder aux fonctionnalités de polices intelligentes d'EB Garamond, du code doit être ajouté au préambule du document. Par exemple, pour définir EB Garamond comme police principale du document en utilisant des chiffres de style ancien et l'ensemble stylistique OpenType 6 (Q longue queue), le code suivant peut être utilisé :
```
\usepackage{fontspec}
\setmainfont{EB Garamond}[Numbers={OldStyle,Proportional},RawFeature={+ss06}]
```

Une autre méthode pour obtenir le même résultat est la spécification suivante :
```
\usepackage{fontspec}
\setmainfont{EB Garamond}[RawFeature={+onum,+pnum,+ss06}]
```